# Piotr Głowacki (aktor)
Piotr Głowacki (ur. 29 marca 1980 w Toruniu) – polski aktor filmowy, dubbingowy i teatralny; wiceprezes Związku Artystów Scen Polskich (od 8 kwietnia 2014 do 11 maja 2015). Doktor sztuk filmowych i teatralnych, wykładowca Akademii Teatralnej w Warszawie. 

## Życiorys
Wczesne lata dzieciństwa spędził w małej wiosce Redecz Wielki w województwie włocławskim. Jako uczeń X LO w Toruniu grał m.in. z Joanną Koroniewską, Magdaleną Czerwińską, Alicją Rapsiewicz i Michałem Michalskim w toruńskim Spiętym Teatrze Spinaczy. Był również członkiem zespołu „Baby Jagi” w MDK (Młodzieżowym Domu Kultury) w Toruniu. Po okresie studiów prawniczych na UMK rozpoczął naukę w olsztyńskim Studium Aktorskim przy Teatrze im. Jaracza. W 2002 został studentem warszawskiej Akademii Teatralnej; skończył studia w krakowskiej PWST w 2007 roku.
W latach 2006–2008 był członkiem zespołu Teatru Rozmaitości, od października 2008 pracuje w Starym Teatrze w Krakowie. Wystąpił w teledysku grupy Hey do piosenki „Mimo wszystko”, w reżyserii Anny Maliszewskiej (teledysk został nagrodzony Yachem Internautów). Współpracował z Marcinem Cecko i Janem Drawnelem w ramach projektu 3 Boys Move. W maju 2012 założył internetowy dwutygodnik pt. Świadomości. Wystąpił w klipie Agnieszki Chylińskiej do utworu „Kiedyś do ciebie wrócę” (2022).

## Życie prywatne
Jego żoną jest Agnieszka Marek, z którą ma dwoje dzieci: Idę i Aarona (2017).

## Filmografia

### Filmy
| Rok  | Tytuł                                   | Rola                                 | Reżyseria                       | Uwagi |
| ---- | --------------------------------------- | ------------------------------------ | ------------------------------- | --- |
| 2004 | Długi weekend                           | Teoś Kozłowski                       | Robert Gliński                  | |
| 2005 | Oda do radości. Warszawa                | dj Peras – Michał                    | Jan Komasa                      | Nagroda za najlepszą rolę męską na Międzynarodowym Festiwalu Filmowym „Cinema Tout Ecran” (2006), Nagroda za rolę męską za „brawurowe poprowadzenie postaci o zmiennych nastrojach” na Koszaliński Festiwal Debiutów Filmowych „Młodzi i Film” (2006)                                  |
| 2005 | Rozdroże Cafe                           | Michał                               | Leszek Wosiewicz                | |
| 2009 | Dom zły                                 | Janusz Dziabas                       | Wojciech Smarzowski             | |
| 2010 | Panoptikon                              | sąsiad                               | Barbara Kurzaj, Sławomir Shuty  | |
| 2011 | Pokój                                   | dźwiękowiec                          | Maciej Bochniak, Sławomir Shuty | |
| 2011 | Los numeros                             | mężczyzna                            | Ryszard Zatorski                | |
| 2011 | 80 milionów                             | esbek Sobczak                        | Waldemar Krzystek               | „Złoty Szczeniak” za drugoplanową kreację aktorską męską na Festiwalu Aktorstwa Filmowego im. Tadeusza Szymkowa we Wrocławiu (2012), Nominacja do Złotej Kaczki (2012), Tarnowska Nagroda Filmowa – Nagroda Specjalna Jury (2013), Nominacja do Nagrody im. Zbyszka Cybulskiego (2013) |
| 2011 | 1920 Bitwa warszawska                   | Anatol                               | Jerzy Hoffman                   | |
| 2011 | Sala samobójców                         | psychiatra Darek                     | Jan Komasa                      | |
| 2011 | W ciemności                             | Icek Frenkiel                        | Agnieszka Holland               | |
| 2012 | Ścinki                                  | on                                   | Magdalena Gubała, Szymon Uliasz | Nagroda za grę aktorską w kinie niezależnym na Festiwal Filmowy „Drzwi” w Gliwicach (2013) |
| 2012 | Hans Kloss. Stawka większa niż śmierć   | mjr Czubak                           | Patryk Vega                     | |
| 2012 | Dziewczyna z szafy                      | Jacek                                | Bodo Kox                        | Nagrody im. Zbyszka Cybulskiego (2014) |
| 2012 | Być jak Kazimierz Deyna                 | kierowca Andrzej                     | różni                           | |
| 2012 | Był sobie dzieciak                      | Hans                                 | Leszek Wosiewicz                | |
| 2013 | Zasady gry                              | kieszonkowiec                        | Wojciech Jagiełło               | |
| 2013 | Śliwowica                               | Wojciec Jancia                       | różni                           | |
| 2013 | Heavy Mental                            | Piotr                                | Sebastian Buttny                | |
| 2013 | Drogówka                                | sprawca wypadku                      | Wojciech Smarzowski             | |
| 2013 | Bilet na Księżyc                        | Szrama                               | Jacek Bromski                   | |
| 2014 | Wkręceni                                | asystent prezydenta                  | Piotr Wereśniak                 | |
| 2014 | Warsaw by Night                         | Jakub                                | Natalia Koryncka-Gruz           | |
| 2014 | Sąsiady                                 | Mąż od łazienki                      | Grzegorz Królikiewicz           | |
| 2014 | Obywatel                                | uczestnik głodówki Stefan Goździk    | Jerzy Stuhr                     | |
| 2014 | Bogowie                                 | Marian Zembala                       | Łukasz Palkowski                | Orzeł za najlepszą drugoplanową rolę męską na 17. ceremonii wręczenia Polskich Nagród Filmowych |
| 2015 | Cargo                                   |                                      | Tomasz Bochniak, Sławomir Shuty | |
| 2015 | Pilecki                                 | Tomasz Serafiński                    | Mirosław Krzyszkowski           | |
| 2015 | Ziarno prawdy                           | wariat                               | Borys Lankosz                   | |
| 2015 | Słaba płeć?                             | Ryszard                              | Krzysztof Lang                  | |
| 2015 | 11 minut                                | alpinista                            | Jerzy Skolimowski               | |
| 2015 | Listy do M. 2                           | przechodzień                         | Maciej Dejczer                  | |
| 2015 | Król życia                              | biznesmen                            | Jerzy Zieliński                 | |
| 2015 | Karbala                                 | Galica                               | Krzysztof Łukaszewicz           | |
| 2015 | Hiszpanka                               | 2 role: Mieczysław Paluch; Pulkowski | Łukasz Barczyk                  | |
| 2015 | Disco polo                              | Rudy                                 | Maciej Bochniak                 | |
| 2015 | Czerwony pająk                          | trener                               | Marcin Koszałka                 | |
| 2015 | Anatomia zła                            | prokurator Nowak                     | Jacek Bromski                   | |
| 2016 | Zaćma                                   | partyjniak                           | Ryszard Bugajski                | |
| 2016 | Planeta singli                          | Marcel                               | Mitja Okorn                     | |
| 2016 | Marie Curie                             | Albert Einstein                      | Marie Noëlle                    | |
| 2016 | Prawdziwe zbrodnie                      | Wiktor                               | Aleksandros Awranas             | |
| 2016 | Bodo                                    | Michał Waszyński                     | Michał Kwieciński, Michał Rosa  | |
| 2016 | 7 rzeczy, których nie wiecie o facetach | Jarosław                             | Kinga Lewińska                  | |
| 2017 | Tarapaty                                | Szef                                 | Marta Karwowska                 | |
| 2017 | Serce nie sługa                         | dr Skarżyński                        | Michał Rosa                     | |
| 2018 | Planeta singli 2                        | Marcel                               | Sam Akina                       | |
| 2018 | Kto napisze naszą historię              | Emanuel Ringelblum                   | Roberta Grossman                | |
| 2019 | Planeta singli 3                        | Marcel                               | Sam Akina                       | |
| 2019 | 1800 gramów                             | Wojciech                             | Marcin Głowacki                 | |
| 2020 | Mistrz                                  | Tadeusz Pietrzykowski                | Maciej Barczewski               | |
| 2020 | Magnezja                                | ksiądz                               | Maciej Bochniak                 | |
| 2021 | Lokatorka                               | administrator                        | Michał Otłowski                 | |
| 2022 | Broad Peak                              | Aleksander Lwow                      | Leszek Dawid                    | |
| 2022 | Detektyw Bruno                          | Bruno Księski                        | Mariusz Palej                   | |
| 2022 | 8 rzeczy, których nie wiecie o facetach | Jarosław Purchała                    | Sylwester Jakimow               | |
| 2023 | Radiostory                              | Jacek Waldemar                       | Maciej Hydr                     | |
| 2023 | Pokusa                                  | Jan                                  | Maria Sadowska                  | |
| 2023 | Ślub doskonały                          | świadek pana młodego                 | Nick Moran                      | |
| 2023 | Masz ci los!                            | Adam Bednarski                       | Mateusz Głowacki                | |
| 2023 | Kajtek czarodziej                       | Dobry mag/rabin                      | Magdalena Łazarkiewicz          | |
| 2024 | The Partisan                            | detektyw                             | James Marquand                  | |
| 2025 | 100 dni do matury                       |                                      | Mikołaj Piszczan                | |

### Seriale
| Rok       | Tytuł                | Rola                                | Uwagi                                               |
| --------- | -------------------- | ----------------------------------- | --------------------------------------------------- |
| 2003      | Na Wspólnej          | diler Robert                        | odcinki: 179-182                                    |
| 2008      | Twarzą w twarz       | Ostry                               | seria II                                            |
| 2009      | Siostry              | adwokat                             | odcinek: 11                                         |
| 2010      | Na dobre i na złe    | Wiktor                              | odcinki: 409-410                                    |
| od 2016   | Na dobre i na złe    | neurochirurg Artur Bart             | odcinki: od 631                                     |
| 2010–2012 | Barwy szczęścia      | Kazik                               | odcinki: 447, 456, 517, 523, 574, 594, 819, 822     |
| 2010      | 1920. Wojna i miłość | strzelec Sowa                       | odcinki: 8-9, 11-12                                 |
| 2011      | Ludzie Chudego       | „Chirurg”                           | odcinki: 16-17                                      |
| 2011      | Komisarz Alex        | Andrzej Kraft                       | odcinek: 8                                          |
| 2011      | Instynkt             | prokurator Grzegorz Wójcik          | wszystkie odcinki                                   |
| 2012–2016 | Pierwsza miłość      | Wojciech Jancia                     |                                                     |
| 2012      | Przyjaciółki         | kapitan statku                      | odcinek: 1                                          |
| 2013      | Prawo Agaty          | pełnomocnik wydawnictwa             | odcinek: 40                                         |
| 2013      | Bez tajemnic         | ksiądz Konrad Saliga                | seria III, odcinki: 4, 9, 14, 19, 24, 29, 34        |
| 2014      | Ojciec Mateusz       | ksiądz Roman Waluś                  | odcinek: 141                                        |
| 2014–2015 | Krew z krwi          | Speedy                              | seria II, odcinki: 1-4, 6-7                         |
| 2015      | Skazane              | komisarz Dawid Wojciechowski        | odcinek: 1, 5-7                                     |
| 2015      | Nie rób scen         | Piotr                               | odcinek: 7                                          |
| 2016      | Na noże              | Patryk Nowak                        | wszystkie odcinki                                   |
| 2016      | Bodo                 | Michał Waszyński                    | odcinki: 8-11                                       |
| 2016–2017 | Belfer               | aspirant Rafał Papiński             | seria I, wszystkie odcinki; seria II, odcinki: 4, 7 |
| 2017      | Miasto skarbów       | komisarz Szatner                    |                                                     |
| 2017      | Druga szansa         | reżyser show „Sara Daymer intymnie” | odcinki: 7, 9, 12-13                                |
| 2018      | Chyłka               | prokurator Zbigniew Aronowicz       | odcinki: 2-7                                        |
| 2020      | W głębi lasu         | policjant                           | odcinki: 2, 4-5                                     |
| 2020      | Mały zgon            | Alonzo                              | odcinek: 10                                         |
| 2020–2022 | Nieobecni            | podkomisarz Filip Zachara           |                                                     |
| 2021      | Erynie               | hrabia Ferdynand Niezawitowski      | odcinek: 5                                          |
| 2022      | Wotum nieufności     | Regliński, agent ABW                |                                                     |
| 2023      | Rafi                 | Krzysztof Marczak „Maras”           |                                                     |
| 2023      | Krew                 | Dariusz Kania                       |                                                     |
| 2023      | Deutsches Haus       | Jan Habuda                          | odcinki: 2, 5                                       |
| 2024      | Rojst Millenium      | prokurator Zbigniew Leśniak         |                                                     |

## Teatr
- Królewna Śnieżka, reż. Zbigniew Marek Hass, 2000, Teatr im. Jaracza w Olsztynie
- Makbet, 2001, reż. Tomasz Obara, Teatr im. Jaracza w Olsztynie
- Tlen, Iwan Wyrypajew, 2004, reż. Aleksandra Konieczna, Teatr Rozmaitości
- Bash, Neil LaBute, 2004, reż. Grzegorz Jarzyna, Teatr Rozmaitości
- 2007: Macbeth, według Szekspira, 2005, reż. Grzegorz Jarzyna, Teatr Rozmaitości – jako Malcolm, syn Duncana
- Puzzle, Szymon Wróblewski, reż. Iwo Vedral, 2005, Stary Teatr w Krakowie
- Sen nocy letniej, Szekspir, 2006, reż. Maja Kleczewska, Stary Teatr w Krakowie
- Giovanni, według Mozarta i Moliera, 2006, reż. Grzegorz Jarzyna, Teatr Rozmaitości
- Ragazzo Dell'Europa, 2007, reż. René Pollesch, Teatr Rozmaitości
- Wieczór autorski Mikołaja Stawrogina (monodram), 2007, reż. Natalia Korczakowska
- Oresteja, luty 2007, reż. Jan Klata, Teatr Stary w Krakowie – jako Orestes
- Szewcy u bram, listopad 2007, reż. Jan Klata, Teatr Rozmaitości
- Golgota wrocławska, premiera 4 listopada 2008, reż. Jan Komasa, Teatr Telewizji, Scena Faktu – jako Krzysztof, doktorant historii
- Czekając na Turka Andrzeja Stasiuka, premiera w czerwcu 2009, reż. Mikołaj Grabowski, Teatr Stary w Krakowie
- Jackson Pollesch, premiera 17 września 2011, René Pollesch, Teatr Rozmaitości[11]
- Machia, reż. Juliusz Machulski, Teatr Stary w Lublinie, premiera 4 maja 2014 – jako Francesco Tarugi
- Męczennicy, reżyseria, adaptacja & opracowanie muzyczne Grzegorz Jarzyna na podstawie dramatu Märtyrer Mariusa von Mayenburga, Teatr Rozmaitości w Warszawie, premiera 14 marca 2015
- Rybka Canero, reż. Juliusz Machulski na podstawie dramatu Juliusza Machulskiego, Teatr Telewizji, premiera 7 września 2015
- Komety, reż. Leszek Dawid na podstawie dramatu Krzysztofa Bizio, Teatr Telewizji, premiera 27 grudnia 2015
- Inspekcja, reż. Jacek Raginis-Królikiewicz, Teatr Telewizji, premiera 9 kwietnia 2018 – jako Józef Stalin

## Reżyseria
- Dobre wiadomości, premiera 1 marca 2013, Teatr Dramatyczny w Wałbrzychu[12].

## Nagrody i wyróżnienia
- 2006: laureat Jantara za najlepszą rolę męską w filmie Oda do radości w reżyserii m.in. Jana Komasy na koszalińskim festiwalu debiutów filmowych Młodzi i Film. Za ten sam film, Głowacki otrzymał również Prix Tudor d'interprétation masculine[13] (nagrodę Tudora za najlepszą rolę męską) podczas 12 Festiwalu Cinéma Tout Écran w Genewie.
- 2006: nominacja do Nagrody im. Zbyszka Cybulskiego, przeznaczonej dla „młodych aktorów wyróżniających się wybitną indywidualnością”.
- 2007: Gwiazdę Jutra czytelników Gazety Pomorskiej[14].
- 2009: nominacja do nagrody za najlepszą rolę męską w spektaklu teatru telewizji Golgota Wrocławska na 49. Festiwalu Telewizji w Monte Carlo (Festival de Télévision de Monte-Carlo)[15].
- 2011: Specjalny Złoty Anioł na festiwalu Tofifest[16].
- 2012: „Złota Kareta za wyjątkowe osiągnięcia kulturalne” przyznawana corocznie przez dziennik Nowości[17].
- 2012: nagroda specjalna 26. edycji Tarnowskiej Nagrody Filmowej, za rolę w filmie 80 milionów[18].
- 2012: nominacja do Nagrody im. Zbyszka Cybulskiego za rolę w filmie 80 milionów.
- 2013: nagroda (wraz z Katarzyną Maciąg) w kategorii „Najlepsza gra aktorska w kinie niezależnym” na Festiwalu Filmowym „Drzwi” w Gliwicach za film Ścinki[19].
- 2014: nagroda im. Zbyszka Cybulskiego za rolę w filmie Dziewczyna z szafy.
- 2015: odsłonięcie „Katarzynki” w Piernikowej Alei Gwiazd[20].
- 2015: nagroda Orła za najlepszą drugoplanową rolę męską za rolę w filmie Bogowie podczas 17. ceremonii wręczenia Orłów.
- 2016: nominacja do Telekamer „Tele Tygodnia” 2016 w kategorii Nadzieja telewizji.
- 2016: nagroda Osobowość Roku 2016 magazynu Osobowości i sukcesy[21].